# Crataegus neobushii
Crataegus neobushii es una especie de planta del género Crataegus, perteneciente a la familia Rosaceae.

## Taxonomía
Crataegus neobushii fue descrita por Charles Sprague Sargent en 1907.

## Distribución
Se encuentra en el territorio centro-este de Estados Unidos.